# Catastrophe de la taverne d'Enyobeni
 (juin 2022).
La catastrophe de la taverne d'Enyobeni est survenue le 26 juin 2022 lorsqu'au moins 21 personnes sont mortes dans un incident à la taverne d'Enyobeni, une boîte de nuit à East London, dans le Cap-Oriental, en Afrique du Sud,,. La cause du décès est inconnue.

## Incident
Aux premières heures du 26 juin 2022, lors d'une célébration de Hlanjwa iphepha (stylos baissés), une tradition en Afrique du Sud qui célèbre la fin des examens, une bousculade s'est produite à la taverne d'Enyobeni. Un témoin a déclaré que pendant que les gens entraient dans la taverne, une personne non identifiée a pulvérisé du gaz poivré sur la foule. Les victimes ont été retrouvées sur le sol, sur des chaises et des tables, mais sans aucun signe évident de blessure. La police avait reçu un appel vers 4 h 0 du matin signalant des décès à la taverne.
Une publication Facebook promotionnelle pour la fête du week-end à la taverne a attiré l'attention des médias alors qu'elle se terminait avec Kuzofiwa qui se traduit approximativement par "nous mourrons."

## Victimes
Au moins 21 personnes sont mortes dans l'incident, dont des enfants de 13 ans. Des vidéos du lieu avant la catastrophe montrent qu'il était bondé de jeunes, dont beaucoup semblaient mineurs. Après l'appel des services d'urgence, quatre personnes ont été emmenées à l'hôpital, mais la cause des décès et des blessures n'est pas claire et fait toujours l'objet d'une enquête.

## Enquête
Immédiatement après l'incident, une enquête a été ouverte sur les causes probables du décès des victimes de l'incident. Des échantillons des corps des victimes ont été emmenés dans des laboratoires de toxicologie au Cap pour analyse. Le service de police sud-africain a déclaré qu'il déployait "des ressources maximales" pour l'enquête, et a également déclaré que le public ne devrait pas spéculer sur la cause du décès.
Un agent de sécurité provincial a déclaré que puisqu'il n'y avait "aucune blessure visible", une bousculade a été exclue.
L'Eastern Cape Liquor Board a déclaré qu'il porterait des accusations criminelles contre le propriétaire de la taverne d'Enyobeni et a révoqué le permis d'alcool de la taverne. Le PDG du conseil, Nombuyiselo Makala, a déclaré que le propriétaire avait violé de manière flagrante la loi sur les alcools en servant de l'alcool à des mineurs.

## Réactions
Le président sud-africain, Cyril Ramaphosa, a présenté ses condoléances aux victimes de la catastrophe.